# 対馬府中藩
対馬府中藩（つしまふちゅうはん）は、江戸時代に対馬国（長崎県対馬市）全土と肥前国田代（佐賀県鳥栖市東部ならびに基山町）および浜崎（佐賀県唐津市浜玉町浜崎）を治めていた藩である。別名厳原藩（いづはらはん）。一般には単に対馬藩（つしまはん）と呼称されることが多い。「府中」は当時厳原の城下町をこう称していたことに由来する。藩庁は当初金石城（対馬市厳原町西里）、のち桟原城（対馬市厳原町桟原）。藩主は宗氏で初代藩主義智以来、位階は従四位下を与えられ、官職は主に対馬守・侍従を称した。
対馬府中藩の在郷支配は近世諸藩のなかでも特殊な性格を有しており、兵農分離はあまり明確でなく、多くの地方給人があり、給人の下に名子・被官がいて、多くの点で中世的性格を保った。

## 概要

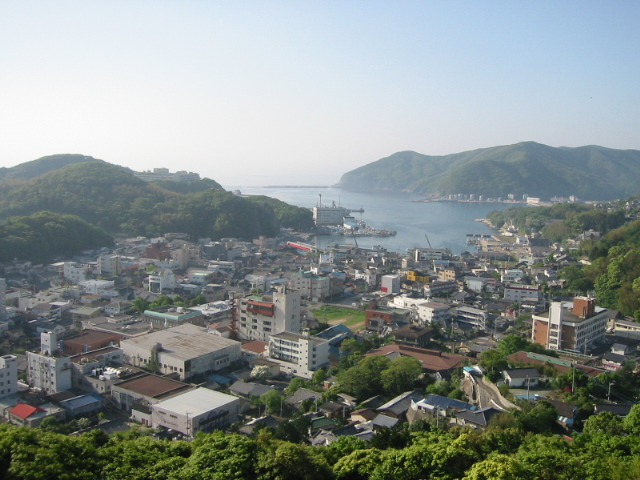
宗氏の城下町のあった対馬府中（現在の厳原）

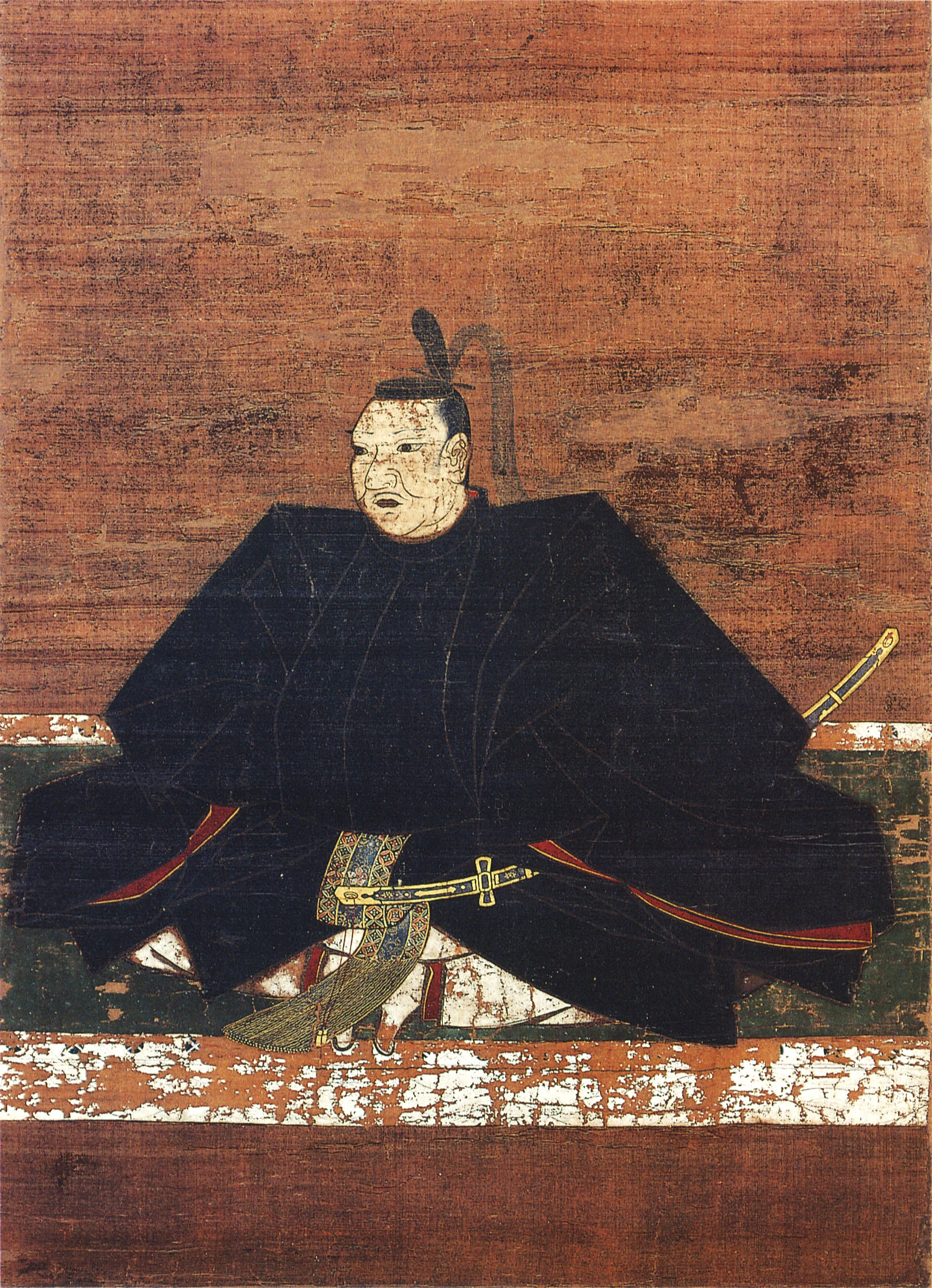
初代藩主宗義智

### 対馬府中藩の成立
1587年（天正15年）、豊臣秀吉の九州平定に際して宗氏は事前に豊臣政権への臣従を決め、本領安堵された。1590年（天正18年）には、宗義智が従四位下侍従・対馬守に任ぜられ、以後宗氏の当主に与えられる官位の慣例となった。
秀吉の朝鮮出兵（文禄・慶長の役）では、出兵に先立つ1591年（天正19年）、厳原には古代の金石城の背後に清水山城が、上対馬の大浦には撃方山城が築かれて中継基地となった。対馬からは宗義智が5,000人を動員した。義智率いる対馬勢は一番隊から九番隊に編成された派遣軍のなかでも最先鋒部隊にあたる小西行長の一番隊に配属された。義智は、戦闘だけでなく行長とともに日本側の外交も担っており、常に2人で講和を画策していたという。30万の軍隊がここを中継地として渡海したため、対馬ではたちまち食糧が底をつき、駐留する兵士が鶏・犬・猫などを住民から奪う禁令が出されたという。義智は、1600年（慶長5年）の関ヶ原の戦いでは西軍に加わって、みずからは伏見城攻撃に参加し、大津城攻めや関ヶ原本戦では家臣を派遣して参陣した。西軍敗北後は徳川家康から許され、以後代々徳川氏に臣属し、李氏朝鮮に対する外交窓口としての役割を担うこととなった。
1609年（慶長14年）には己酉約条（慶長条約）が締結され、釜山には倭館が再建された。倭館は、長崎出島の25倍におよぶ約10万坪の土地に設けられ、500人から1,000人におよぶ対馬藩士・対馬島民が居留して貿易が行われた。
第2代藩主宗義成の代には、1615年（元和元年）に大坂の陣に徳川方として参加した。その後、義成と対馬藩家老・柳川調興とのあいだに柳川一件が起こっているが、1635年（寛永12年）、第3代将軍・徳川家光によって裁可され、調興敗訴となった。1637年（寛永14年）から翌年にかけては島原の乱に幕府側として参加した。佐須鉱山を再掘したのも義成の時代であった。
対馬府中藩は、参勤交代制度に基づき、3年に1度、江戸の征夷大将軍に出仕することとされ、江戸に藩邸を構え、厳原との間を藩主自らが大勢の家臣を率い、盛大な大名行列を仕立てて往来した。

### 対馬の繁栄と日朝外交
対馬全島の検地は1661年（寛文元年）から1664年（寛文4年）にかけて実施されたが、その際には4尺8寸の検地竿が用いられた。そして、田・畑・木庭（こば、後述）も厳重に調べ、一切の土地をいったん収公したうえ、あらためて農民に均分し、1年ごとに用益者の交替を行うという均田割替の制が実施された。
外交面では、鎖国体制のなか、朝鮮通信使を迎えるなど日朝外交の仲介者としての役割を果たした。また、日朝それぞれの中央権力から釜山の倭館において出貿易を許されていた。現在の釜山市は対馬の人びとによってつくられた草梁の町から発展したものである。柳川一件以来、日朝外交の体制が整備され、府中の以酊庵に京都五山の禅僧が輪番で赴任して外交文書を管掌する「以酊庵輪番制」が確立するなど幕府の統制も強化された。1663年（寛文3年）には、対馬藩により5基の船着き場が造成されており、「お船江跡」という遺構として当時のつくりのまま保存されている。

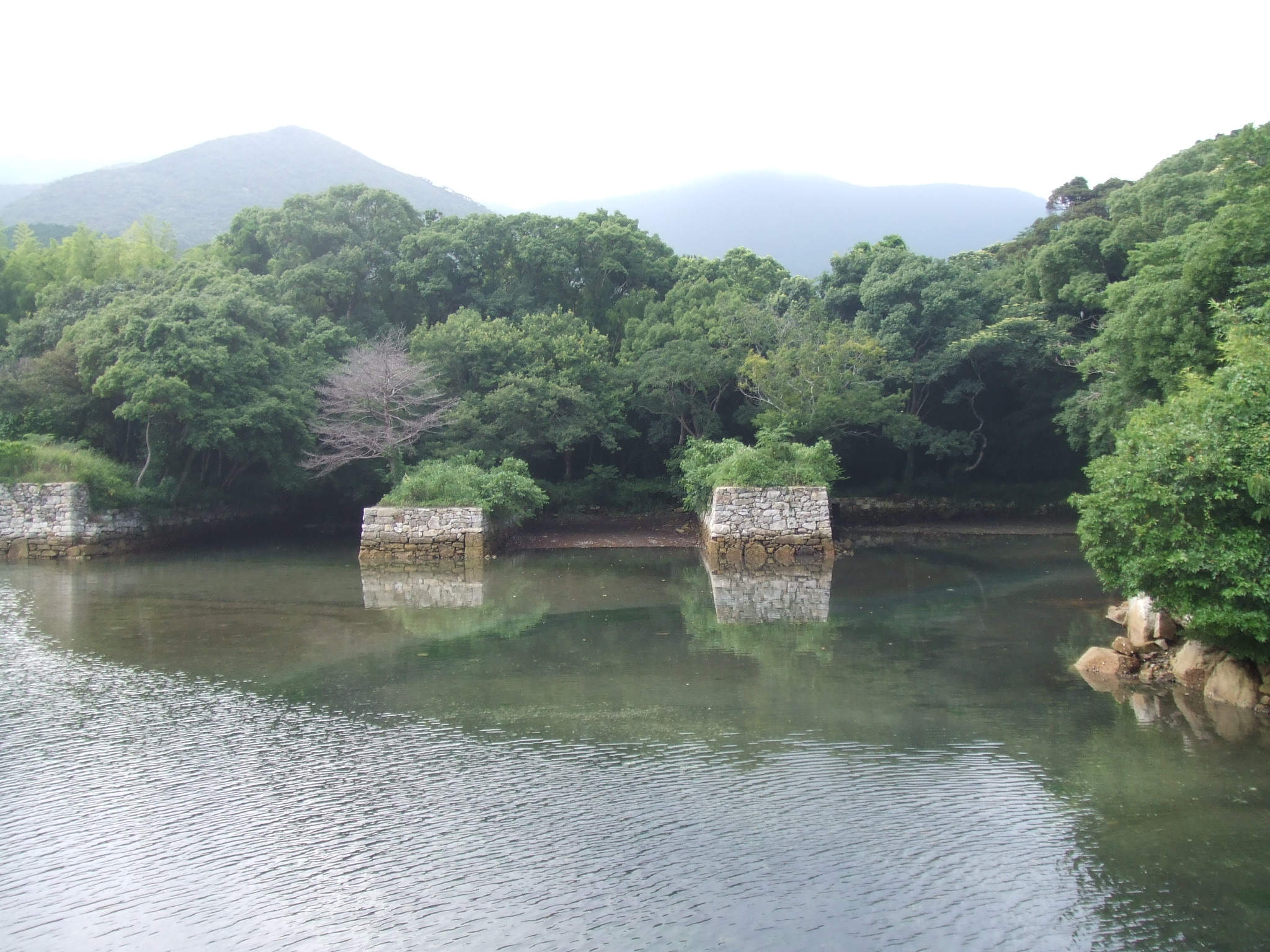
対馬府中藩によって1663年につくられた船着き場「お船江跡」

対馬府中藩は、当初は肥前国内1万石を併せて2万石格であったが幕府は朝鮮との重要な外交窓口として重視し、初代藩主・宗義智以来、対馬府中藩を国主10万石格として遇した。しかし、山がちで平野の少ない対馬本国では稲作がふるわず、米4,500石、麦15,000石程度の収穫であり、肥前国の飛領を除くと実質的には無高に近く、藩収入は朝鮮との交易によるものであった。対馬では、作付面積のうち最も多いのは畑で、それに次ぐのは「木庭」とよばれる焼畑であり、検地では「木庭」も百姓持高に加えられた。また、石高制に代わって「間高制」という特別の生産単位が採用された。
対馬の行政区域は、城下の府中（厳原）のほか、豊崎、佐護、伊奈、三根、仁位、与良、佐須、豆酘の8郷に分け、郷ごとに奉役があり、その下に村が置かれ、村ごとに下知役が土着の給人家臣から任じられ、また、各村には在郷足軽より選ばれた肝煎、血判などの村役人が置かれた。農業生産の乏しい対馬では、後述するイノシシ狩りのほか甘薯栽培、新田開発などさまざまな農業政策が積極的に実施された。
17世紀後半には、日朝貿易と銀山の隆盛から対馬藩はおおいに栄え、雨森芳洲や陶山鈍翁（訥庵）、松浦霞沼などの人材も輩出した。往時の宗氏の繁栄の様子は、菩提寺万松院のみならず、海神神社や和多津美神社の壮麗さが今日に伝えている。1685年（貞享2年）には、第3代藩主宗義真が府中に「小学校」と名づけた学校を建て、家臣の子弟の教育をおこなった。これが、日本で「小学校」の名称のつく施設の最初であるという。木下順庵門下の雨森芳洲を対馬に招いたのも宗義真であった。
18世紀初めには、第5代藩主・宗義方の郡奉行であった陶山鈍翁の尽力で10年近い歳月をかけて「猪鹿追詰（いじかおいつめ）」がおこなわれた。それにより、1709年（宝永6年）、当時は焼畑耕作の害獣であったイノシシは絶滅している。これは、5代将軍徳川綱吉によって生類憐れみの令が出されているさなかのことであり、鈍翁は死罪になることを覚悟して断行したもので、人びとからは「対馬聖人」と崇められた。
なお、1778年（安永7年）に家督相続を許された第11代藩主・宗義功と1785年（天明5年）に第12代藩主となった宗義功は同名であるが、これは第11代の義功が将軍御目見前に急逝し、弟を身代わりとして藩を承継させたためである。

### 宗氏転封計画とポサドニック号事件

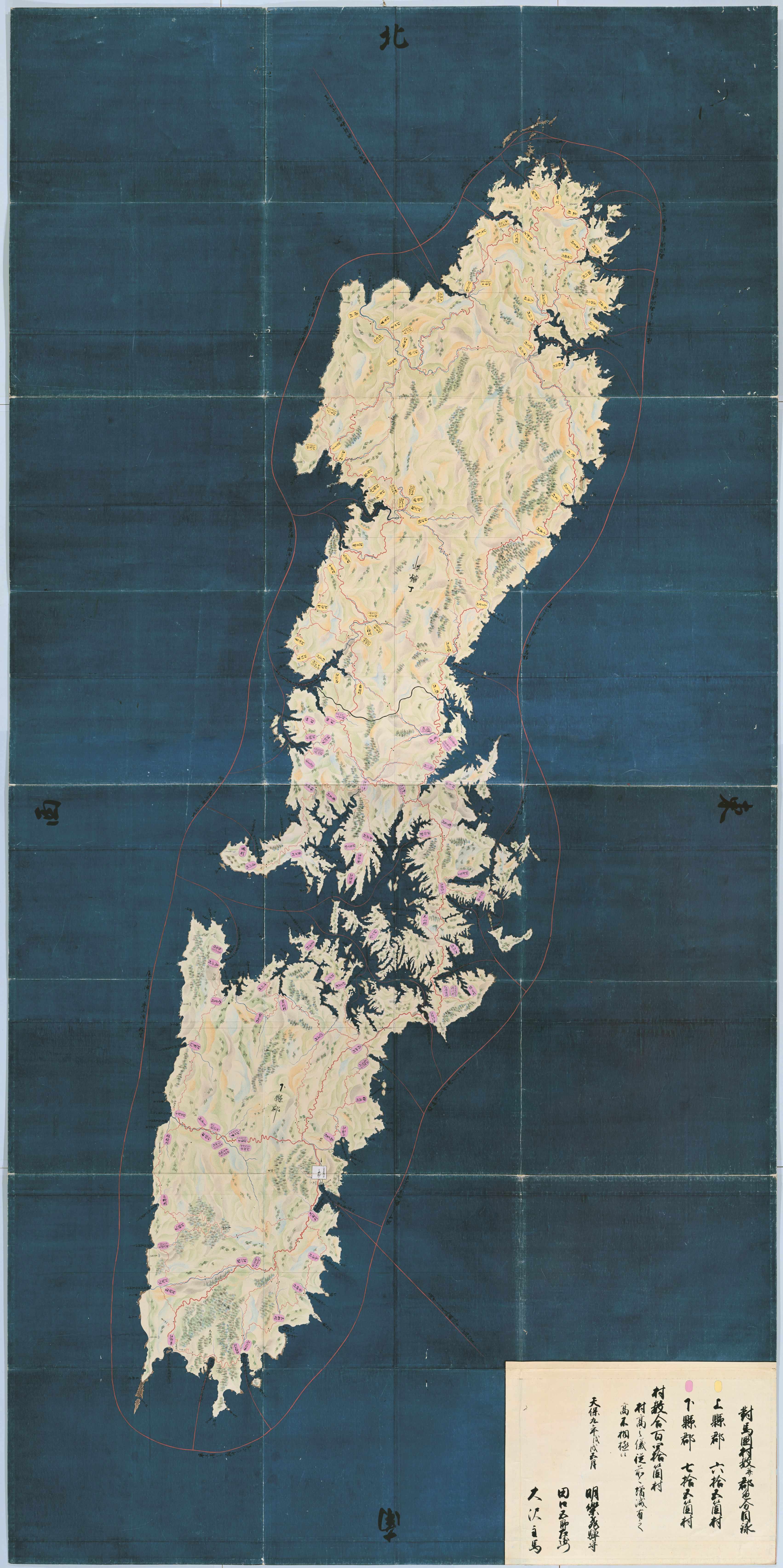
1838年に完成した『天保国絵図』「対馬国」

江戸時代も末葉になると、木綿や朝鮮人参の国産化が実現したこともあり、肝心の朝鮮との貿易がふるわなくなった。島民の生活は困窮をきわめた。また、極度の財政難から、対馬藩は幕府に訴えて朝鮮通信使接待の費用や貿易不振の援護金の下付や貸付を受けた。さらに、周辺海域に欧米の船が出没するようになり、1858年（安政5年）、この地の守りを重要視した幕府は、朝鮮貿易を幕府直轄とし、宗氏を河内国に10万石（20万石説もあり）で転封する計画を立て、家臣のなかにも移封を唱えるものがあった。しかし、宗氏は中世以来の対馬の領主という誇りがあり、家臣の多くもこの地に根ざした生活を保っていたため、宗氏転封計画は実行には至らなかった。
1861年（万延2年）、ロシアの軍艦ポサドニック号が浅茅湾に投錨し、対抗したイギリス軍艦も測量を名目に同じく吹崎沖に停泊して一時占拠する事件が起こった。ポサドニック号は芋崎を占拠し、兵舎・工場・練兵場などを建設して半年余にわたって滞留して第15代藩主宗義和に土地の貸与を求めた。対馬藩は対応に苦慮したが、5月には幕府外国奉行の小栗忠順が派遣され、7月にイギリス公使オールコックの干渉もあってロシア軍艦が退去した。これを「対馬事件」あるいは「ポサドニック号事件」と呼んでいる。芋崎には、ロシア人の掘った井戸が残っている。

### 対馬府中藩の終焉
1869年（明治2年）、宗義達は版籍を奉還し、新藩制により厳原藩と改称されて、厳原藩知事となった。これとともに「対馬府中」の地名も「厳原」に改められた。1871年（明治4年）7月の廃藩置県により厳原県となり、その後9月に伊万里県へ編入された。1872年（明治5年）、伊万里県は佐賀県に改められ、さらに1876年（明治9年）4月三潴県に合併され、8月には長崎県の管轄にうつされた。
1884年（明治17年）、宗家当主・宗義達は伯爵に叙された。本来の叙爵基準によると宗家の石高では子爵相当だったが、対朝鮮外交担当者としての家格が考慮されたと見られている。

## 主要年表
- 慶長5年（1600年） - 関ヶ原の戦いに西軍として参戦、戦後徳川家康より赦され所領安堵される。この年、宗義智が朝鮮の役後初めて朝鮮へ修好の使を派遣（帰国せず）。
- 慶長8年（1603年） - 朝鮮の捕虜数百人を朝鮮に返還。
- 慶長9年（1604年） - 朝鮮使が対馬に来島。宗義智これを伴って京都に赴く。
- 慶長10年（1605年） - 家康伏見城で朝鮮使を引見。
- 慶長11年（1606年） - 対馬で征夷大将軍及び朝鮮国王の国書の改竄が始まる（柳川一件）。
- 慶長12年（1607年） - 朝鮮の回答兼刷還使（第一回通信使）来島、江戸で秀忠に拝謁。
- 慶長14年（1609年） - 己酉約条（慶長条約）が締結され朝鮮と国交回復。釜山の倭館を再開（豆毛浦倭館）。
- 元和元年（1615年） - 宗義智死去、宗義成が家督を相続。大坂夏の陣に参陣。
- 元和3年（1617年） - 朝鮮の回答兼刷還使（第二回通信使）来島。
- 寛永元年（1624年） - 朝鮮の回答兼刷還使（第三回通信使）来島。
- 寛永12年（1635年） - 柳川一件発覚。将軍・徳川家光の裁定により、家老・柳川調興は弘前藩へ、外交僧・規伯玄方は盛岡藩へ配流、藩主・宗義成は御咎め無し。
- 寛永13年（1636年） - 朝鮮通信使（第四回通信使）来島。
- 寛永16年（1639年） - 幕命により釜山倭館内に対馬藩営の釜山窯が開かれ上納品が焼成される。
- 寛永20年（1643年） - 第五回朝鮮通信使（462名）が来日、宗義成が江戸まで案内する。
- 正保4年（1647年） - 宗家菩提寺万松院を現在の金石山麓に移転する。
- 慶安3年（1650年） - 厳原に佐須銀山が開かれる。
- 明暦元年（1655年） - 第六回朝鮮通信使（488名）が来日、宗義成が江戸まで案内する。
- 万治2年（1659年） - 治水対策として阿須川の開削と河川の切り替えが行われる。
- 万治3年（1660年） - 府中城下の町割が行われる。
- 寛文元年（1661年） - 対馬島内の検地始まる。
- 寛文3年（1663年） - 「お船江」完成。
- 寛文9年（1669年） - 府中厳原の金石館に櫓門を築き金石城と命名。
- 寛文11年（1671年） - ヤライ（防波堤）を築く。
- 寛文12年（1672年） - 大船越の掘切完成。
- 延宝6年（1678年） - 釜山に10万坪の新倭館完成（草梁倭館）。桟原城完成。
- 天和2年（1682年） - 第七回朝鮮通信使（475名）が来日、宗義真が江戸まで案内する。
- 貞享2年（1685年） - 桟原の南に子弟教育のための学校「小学校」を建てる。
- 元禄2年（1689年） - 雨森芳洲が対馬藩儒として招かれる。
- 元禄13年（1700年） - 「元禄国絵図」「対馬国図」が完成する。この年地震が発生、垣が崩れ墓石が倒れる。またこの年、陶山鈍翁の建議により猪狩りが始まる（「猪鹿追詰」）。
- 元禄16年（1703年） - 鰐浦で朝鮮国の役官使船が遭難、対馬人4人を含む112名全員死亡。
- 宝永6年（1709年） - 対馬の猪絶滅。
- 正徳元年（1711年） - 第八回朝鮮通信使（500名）が来日、宗義方が江戸まで案内する。またこの年、辛卯約条が結ばれる。
- 正徳5年（1715年） - 薩摩芋（孝行芋）を導入（原田三郎右衛門が薩摩国に潜入して甘藷を持ち帰り栽培したという）
- 享保2年（1717年） - 久田で陶器製造が始まる。
- 享保3年（1718年） - 釜山窯を閉じる。
- 享保4年（1719年） - 第九回朝鮮通信使（475名）が来日、宗義誠が江戸まで案内する。
- 享保17年（1732年） - 府中大火。
- 享保18年（1733年） - 府中また大火。
- 寛延元年（1748年） - 第十回朝鮮通信使（475名）が来日、宗義如が江戸まで案内する。
- 宝暦5年（1755年） - 朝鮮貿易不振となる。
- 宝暦11年（1761年） - 分領の肥前田代での売薬を町方居住者のみに限定する。
- 明和元年（1764年） - 第十一回朝鮮通信使（572名）が来日、宗義蕃が江戸まで案内する。
- 安永5年（1776年） - 幕府より毎年1万2千両の給付を得る。
- 安永7年（1778年） - 宗猪三郎が藩主となる。
- 安永9年（1780年） - 幕府よりの借入金が15万2千両に達し、返済の猶予を願い出る。
- 天明5年（1785年） - 宗猪三郎が将軍への拝謁前に死去。その死は秘匿され、舎弟の宗富寿が身代わりとして藩主に立てられる。
- 天明8年（1788年） - 田代での売薬を登録制に改め、運上を納めさせることとする。
- 寛政5年（1793年） - 幕命により遠見番所を置き防備体制を強化する。
- 寛政9年（1797年） - 異国船が出没し、釜山倭館にも兵を置く。
- 文化8年（1811年） - 最後の朝鮮通信使（336名）が来島。
- 文化10年（1813年） - 伊能忠敬の測量隊が来島。
- 弘化元年（1844年） - 今屋敷に防火壁が築かれる。
- 弘化4年（1847年） - 異国船の出没。
- 安政4年（1857年） - イギリス軍艦が浅茅湾尾崎浦に来泊して湾内を測量。
- 安政5年（1858年） - 対馬府中藩の転封を密かに画策するが露見し失敗。
- 文久元年（1861年） - ロシア軍艦が浅茅湾尾崎浦に来泊、芋崎を占領して租借を要求するが、のち退去。
- 文久2年（1862年） - 長州藩との間に対長同盟を締結。
- 文久3年（1863年） - 攘夷の勅許が下る。
- 元治元年（1864年） - 勝井五八郎が尊攘派の家士百余名を殺す（勝井騒動）。
- 慶応元年（1865年） - 勝井五八郎が誅殺される。
- 明治元年（1868年） - 宗義達が藩兵を率いて東上する。
- 明治2年（1869年） - 版籍奉還。府中を厳原と改名する。
- 明治4年（1871年） - 廃藩置県。

## 歴代藩主
- 宗（そう）家

外様 2万石格 → 10万石格
1. 義智
2. 義成
3. 義真
4. 義倫
5. 義方
6. 義誠
7. 方熈
8. 義如
9. 義蕃
10. 義暢
11. 義功 幼名：猪三郎
12. 義功 幼名：富寿（猪三郎の弟）
13. 義質
14. 義章
15. 義和
16. 義達

## 藩邸及び江戸での菩提寺
江戸藩邸は向柳原に上屋敷、水道橋外に中屋敷、三ノ輪に下屋敷があった。また京都藩邸は河原町三条上る丁にあり、大坂藩邸は天満11丁目に、長崎藩邸は紺屋町にあった。肥前領を差配するための肥前屋敷は基肄郡田代領にあった。また、江戸における菩提寺は下谷の天台宗養王院であった。

## 幕末の領地
- 対馬国一円
  - 上県郡 - 44村
  - 下県郡 - 63村厳原町
- 下野国
  - 都賀郡のうち - 5村（日光県に編入）
  - 安蘇郡のうち - 6村（同上）
- 筑前国
  - 怡土郡のうち - 14村
- 豊前国
  - 宇佐郡のうち - 8村
  - 下毛郡のうち - 21村
- 肥前国
  - 基肄郡 - 13村
  - 養父郡のうち - 5村
  - 松浦郡のうち - 49村

## 関連文献
- 酒井雅代『近世日朝関係と対馬藩』吉川弘文館、2021年　ISBN　9784642043359